# Аукштуолюкай
Аукштуолюкай (Aukštuoliukai) — село у Литві, Расейняйський район, Пагоюкайське староство, знаходиться біля автомобільної дороги Расейняй — Грінішкіс.
В 1959 році тут проживало 59 осіб, а 2008 року − всього 6.

## Принагідно
- Мапа із зазначенням місцезнаходження [Архівовано 4 липня 2017 у Wayback Machine.]

| Литва | Це незавершена стаття з географії Литви. Ви можете допомогти проєкту, виправивши або дописавши її. |